# Warzone 2100
Pour les articles homonymes, voir Warzone.
Warzone 2100 est un jeu vidéo de stratégie en temps réel développé par Pumpkin Studios et publié par Eidos Interactive le 10 avril 1999,. Ce jeu est devenu depuis décembre 2004 un logiciel libre et a continué d'évoluer grâce aux contributions de la nouvelle communauté de développeurs.

## Description
Précurseur de Earth 2150, il contient des éléments uniques pour l’époque : différentes technologies de radars, un jeu axé sur les véhicules et la balistique, de fréquentes cinématiques en fonction de l'avancement dans la campagne, différentes méthodes de construction de véhicules. Ce qui le distingue encore aujourd'hui de la majorité des autres jeux du genre, c'est de laisser le joueur composer lui-même ses unités de combat, permettant des milliers de variantes. Une autre approche originale est la conservation de tous les paramètres entre les missions de la campagne. Ainsi vous conservez vos unités (avec leur expérience), votre base, vos technologies, et progressez réellement entre chaque niveau sans devoir tout recommencer comme dans la plupart des autres jeux du genre.

## Historique
Sorti en 1999 sur PC pour le système d'exploitation Microsoft Windows et sur console, le développeur Pivotal Games reprend le maintien du jeu courant mai 2000. Le 7 décembre 2004, le développeur abandonne officiellement le projet et publie ce même jour une version nettoyée disponible sous licence publique générale GNU.
Warzone 2100 aura été le premier jeu de stratégie en temps réel commercial à être devenu un logiciel libre.
Le projet commercial Warzone 2100 fut rebaptisé Warzone 2100 Resurrection Project et soutenu par une communauté de développeurs libres. Celui-ci est enregistré sur SourceForge.net depuis le 21 juin 2005 et sur Gna! depuis le 16 novembre de cette même année. Il est depuis gratuit et modifiable.
Le projet est alors porté sous Linux et continue d'évoluer jusqu'à aujourd'hui et s'appelle de nouveau Warzone 2100.
Parmi les évolutions apportées par la communauté on peut noter : textures plus fines, port vers des versions plus récentes d'OpenGL permettant d'améliorer les performances du moteur, évolution des unités et nouveaux scénarios et campagnes.

## Synopsis
En 2050, l'alliance de l'OTAN s'écroule en raison des nationalismes résurgents et des troubles militaires en Europe. 15 ans plus tard, les guerres civiles qui éclatent en Europe de l'Est et en Asie conduisent aux premiers attentats terroristes impliquant des engins nucléaires.
En 2077, la Mongolie attaque la Chine et s'allie avec la Corée. Les liaisons synaptiques se développent en ce même moment. La NASDA (North American Strategic Defence Agency) est fondée en 2080 dans le but de protéger l'Amérique du Nord contre toute attaque nucléaire. La liaison synaptique est mise au point et brevetée. Première recherche sur les Cyborgs.
Le réseau de la NASDA devient opérationnel l'année suivante. En 2085, lors de tests de routine, la NASDA échappe à tout contrôle et lance des attaques nucléaires contre toutes les grandes villes du monde. Ces dernières effectuent des frappes nucléaires de rétorsion. La NASDA ne parvient pas à arrêter les missiles nucléaires. C'est le début de l'hiver nucléaire. Des milliards d'hommes sont victimes de la peste ou de la famine. C'est la fin d'une civilisation. En raison des nombreuses ondes électromagnétiques, le système de la NASDA ne répond plus. 2099, un groupe de survivants découvre une base militaire déserte. Ils s'y établissent, remettent les ordinateurs en ligne et forment Le Projet. Ils commencent à rechercher des technologies datant d'avant le désastre…

## Accueil
| Warzone 2100          |      |       |
| Média                 | Pays | Notes |
| Computer Gaming World | US   | 3.5/5 |
| Cyber Stratège        | FR   | 3.5/5 |
| GameSpot              | US   | 76 %  |
| Gen4                  | FR   | 5/5   |
| Jeuxvideo.com         | FR   | 15/20 |
| Joystick              | FR   | 86 %  |
| PC Zone               | UK   | 90 %  |

### Connexes
- (en) Site officiel (GPL)
- (en) « Accueil du projet Warzone 2100 (Resurrection) », sur SourceForge.net.
- (en) Accueil du projet Warzone 2100 (Resurrection) sur Gna!

## Stratégie classique - Multijoueurs "high oil"
Aujourd'hui à la version 4.4.1, les stratégies utilisées ont toujours sensiblement variées, certaines apparaissent, d'autres disparaissent, pour parfois réapparaitre plus tard. Cependant, deux stratégies de jeu n'ont jamais disparu à ce jour et continuent à primer malgré les hauts et les bas, les nerfs et les buffs : La stratégie basé sur un arbre de recherche axé "canons" et une autre stratégie dont ledit arbre de recherche est axé "roquettes". 